# Antônio Parreiras

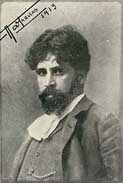
Antônio Parreiras um 1914

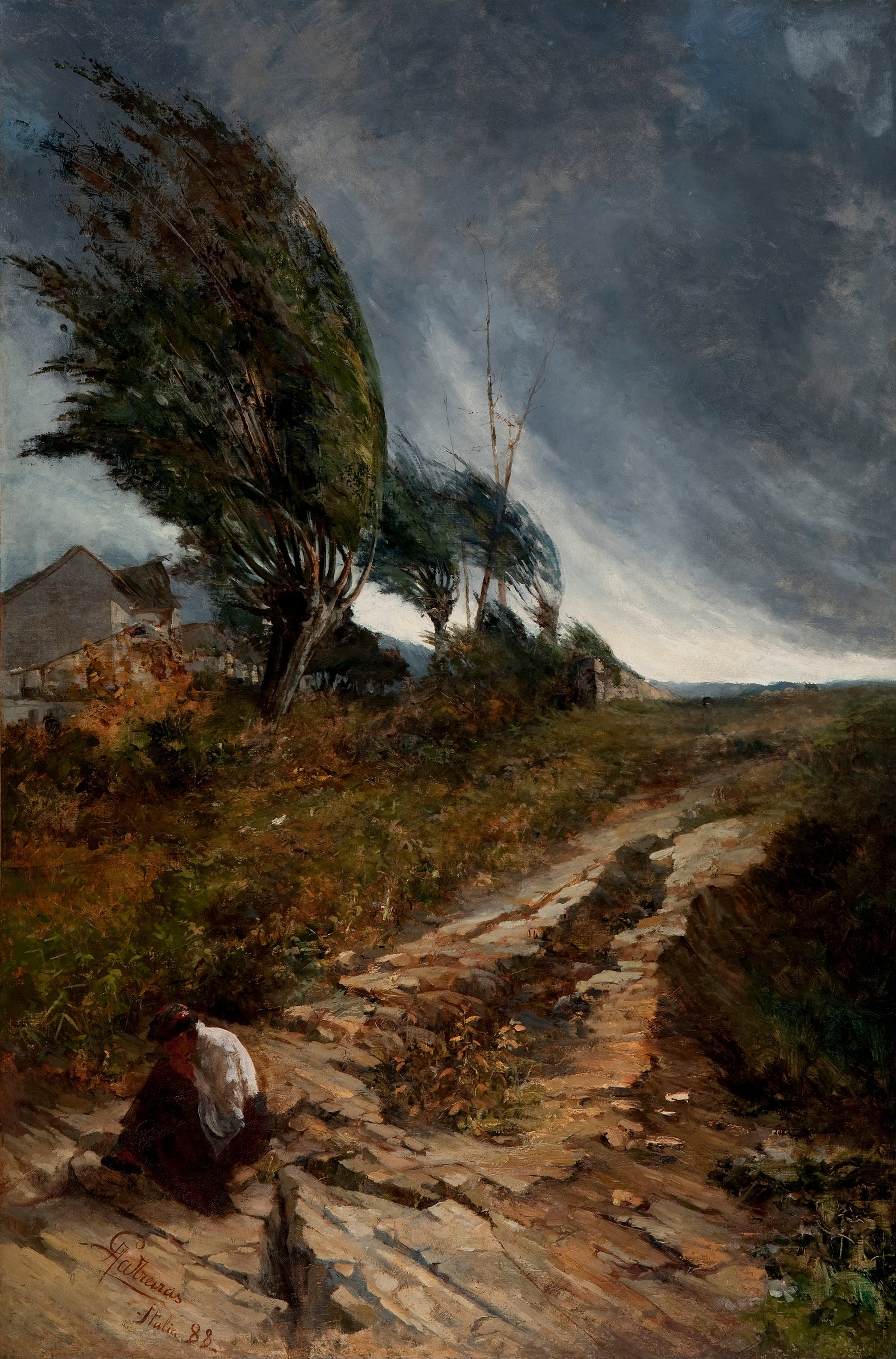
Ventania, Parreiras 1888 (Pinacoteca do Estado de São Paulo)

Antônio Diogo da Silva Parreiras (* 20. Januar 1860 in Niterói; † 17. Oktober 1937 ebenda) war ein brasilianischer Maler, Zeichner und Illustrator.
Der 22-jährige Parreiras trat 1882 in die Academia Imperial de Belas Artes (Kaiserliche Akademie der Schönen Künste) von Rio de Janeiro ein, die er 1884 wieder verließ, um an dem freien Malkurs des deutschen Professors Johann Georg Grimm (später O grupo Grimm genannt) teilzunehmen. Nach dem Weggang seines Meisters in das Landesinnere Brasiliens (1885) setzte er seine Studien in autodidaktischer Form fort.
1888 reiste er nach Europa, um seine Technik an der Accademia di belle arti di Venezia (Akademie der Schönen Künste in Venedig) zu vervollkommnen.

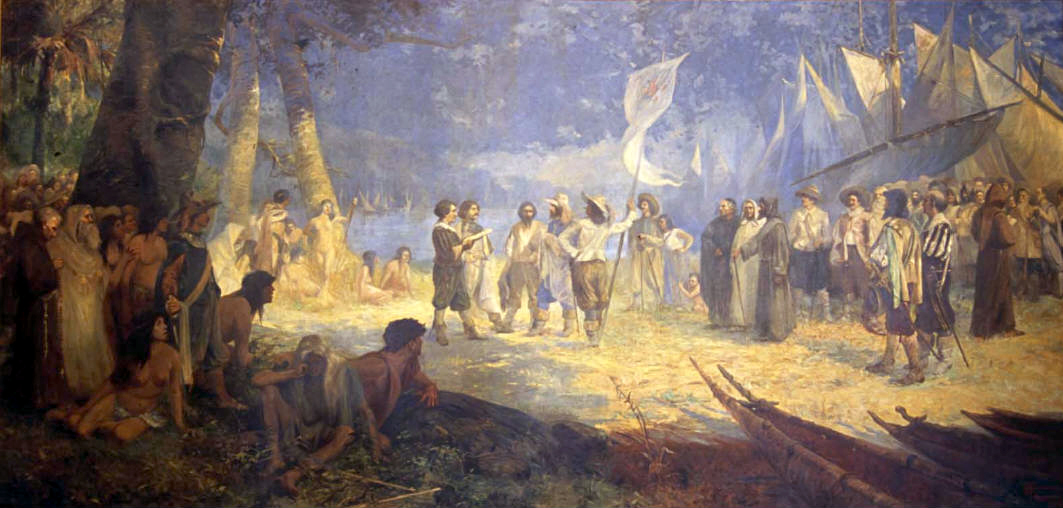
A conquista do Amazonas, Parreiras 1907 (Museu Histórico do Estado do Pará)

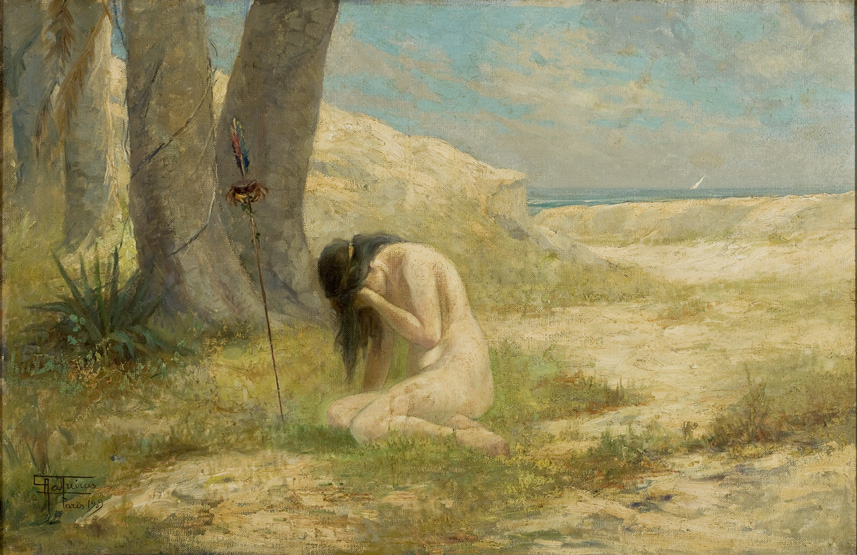
Iracema, Parreiras 1909 (Museu de Arte de São Paulo).

Wieder nach Brasilien zurückgekehrt (1890), beteiligte er sich an der Exposição General de Belas Artes in Rio de Janeiro. Im gleichen Jahr wurde er Professor für Landschaftsmalerei an der Escola Nacional de Belas Artes. Er folgte den Lehrmethoden Grimms und nahm seine Studenten zum Malen in die freie Natur. Die Werke wurden 1892 ausgestellt.
Das Gemälde Sertanejas gibt einen zusammenfassenden Eindruck der Studien unter freiem Himmel in den Wäldern von Teresópolis.
Ab 1899 erhielt er Malaufträge für historische Episoden und stellte mehrere Werke für Regierungspaläste her wie 1925 die Alegoria a Apollo e às Deusas das Horas an der Decke der Empfangshalle im Palácio da Liberdade (Palast der Freiheit) in Belo Horizonte. Unter seinen historischen Werken sind Conquista do Amazonas (Eroberung des Amazonas) und Lembrança da visita de Oscar I, rei da Suécia e Noruega (Erinnerung an den Besuch von Oscar I, König von Schweden und Norwegen) bemerkenswert.

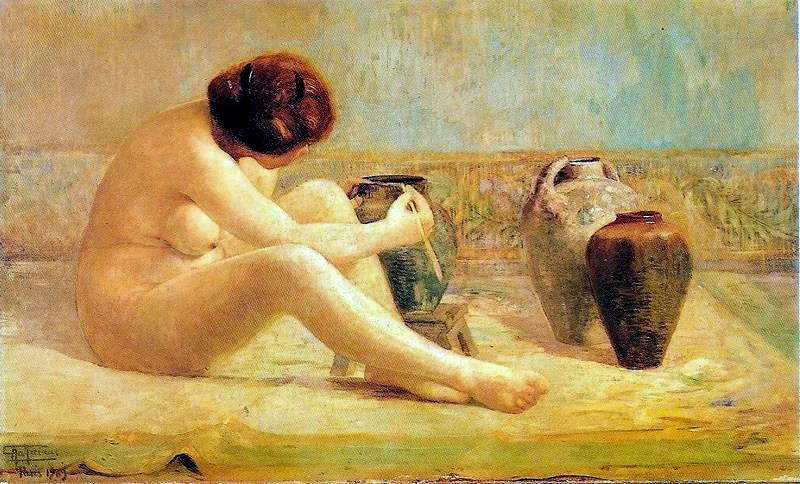
Fantasia
Antônio Parreiras 1909 (Pinacoteca do Estado de São Paulo)

Neben diesem Themenbereich widmete er sich dem weiblichen Akt, den er mit großer Sinnlichkeit wie in Flor brasileira, Fantasia und Frinéia malte.
Unter den Künstlern der Belle Époque galt er 1925 als der populärste Maler Brasiliens. 1926 veröffentlichte er seine Autobiografie História de um Pintor contada por ele mesmo, mit der er in die Academia Fluminense de Letras des Staates Rio de Janeiro aufgenommen wurde.
1933 nahm er an der Erinnerungsausstellung Jubileu Artístico in São Paulo und in Niterói teil.
Nachdem er 1937 in Niterói gestorben war, schuf man 1941 aus seinem Atelier das ihm und seinem Werk gewidmete Museum „Museu Antônio Parreiras“.

## Auszeichnungen
- 1918: Medalha de Ouro (Goldmedaille) auf der Exposição do Centenário da Independência,
- 1918: Medalha de Honra (Ehrenmedaille) auf der Exposição do Centenário da Independência,
- 1922: Grande Medalha auf der Exposição do Centenário da Independência,
- 1929: Medalha de Ouro (Goldmedaille) auf der Exposição Universal de Barcelona in Spanien.